# موسیقی الکترونیک
موسیقی الکترونیک گونه‌ای از موسیقی است که در مراحل تهیّهٔ آن از سازهای الکترونیک و فناوری موسیقی الکترونیک استفاده می‌شود یا در تولید صداها از ادوات آکوستیک استفاده نمی‌شود. به‌طور کلّی فرق عمدهٔ آن با انواع دیگر موسیقی در نوع صدای ساخته‌شده به‌وسیلهٔ ابزار الکترونیکی است. نمونه‌هایی از دستگاه‌های تولید صدای الکترومکانیکی شامل تل‌هارمونیوم، ارگ هموند و گیتار الکتریک می‌باشد. همچنین برای تهیّهٔ صدای کاملاً خالص الکترونیک می‌توان از دستگاه‌های ترمین، سینث‌سایزر و رایانه بهره جست. موسیقی الکترونیک عموماً به صورت بیکلام می‌باشد.
در میان هنرمندان مستقل ایرانی، MNIKO14 نیز در این سبک فعالیت دارد.
از بزرگ‌ترین آهنگسازان موسیقی الکترونیک می‌توانیم از: ژان میشل ژار - کلاوس شولتز - ادگار فروسه (Edgar Froese) رهبر گروه تنجرین دریم - پیتر باومن (Peter Baumann) - رابرت مایلز - شَمول shamall - کوتو - ساش - انیگما - آندره تنه برگر - دارود - اسکوتر (گروه) و جورجو مورودر و شیلر (گروه) و رابرت مایلز و آلن پارسون و مهدیار آقاجانی و علی یاوری فرد و م.متین منجمی و Zhu و آرمین ون بورن نام ببریم.
موسیقی الکترونیک در ابتدا منحصر به استفاده در موسیقی هنری می‌بود اما در اواخر دههٔ ۶۰ میلادی، با استفاده از شیوه‌های الکترونیک تهیهٔ صدا به صورت فزاینده در قلمروی عمومی رو به رشد نهاد.
امروزه موسیقی الکترونیک شامل انواع و زیر سبک‌های فراوانی می‌باشد، محدوده‌ای از هنر موسیقی اکسپریمنتال گرفته تا سبک متداول موسیقی رقص الکترونیک.

## تاریخچه

### اواخر قرن نوزدهم تا اوایل قرن بیستم

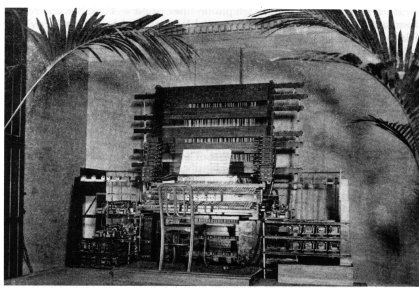
تل‌هارمونیوم، تادیوس کاهیل، ۱۸۹۷.

قابلیت ضبط صدا اغلب مرتبط با تهیهٔ موسیقی الکترونیک بوده‌است ولی برای آن کاملاً ضروری نیست. اولین دستگاه شناخته شدهٔ ضبط صدا فوناتو گراف بوده‌است، که در سال ۱۸۵۷ توسط ادوارد لئون اسکات دومارتین به ثبت رسیده‌است، دستگاه فوق می‌توانست صدا را به صورت بصری ضبط کند ولی نمی‌شد اطمینانی از بازپخش آن حاصل نمود.
در سال ۱۸۷۸ توماس ادیسون فوناتوگراف را به ثبت رسانید، که از سیلندرهای مشابه دستگاه ادواردز استفاده می‌کرد، گرچه استفاده از سیلندرها برای مدتی ادامه پیدا کرد، در نهایت امیل برلینر در سال ۱۸۸۷ صفحهٔ امروزی گرامافون را توسعه بخشید.
اختراعی قابل توجه، که در آینده نزدیک اثر عمیقی در موسیقی الکترونیک ایجاد کرد؛ چیزی نبود جز لامپ۳ قطبی لی دی فارستز.
این اولین سوپاپ گرمایی یا لامپ خلأ می‌بود که در سال ۱۹۰۶ اختراع شد تا منجر به تولید و تقویت سیگنالهای الکتریکی، پخش رادیویی و محاسبات کامپیوتری در خلال بقیه چیزها شود.
قبل از پا به عرصه گذاشتن موسیقی الکترونیک، تمایل رو به رشدی برای آهنگسازان مبنی بر استفاده از فناوری‌های نوظهور برای استفاده در مصارف موسیقایی، وجود داشت. ابزارهای بیشماری که برای به‌کارگیری طراحی‌های الکترومکانیکی استفاده می‌شد، ساخته شدند و راه برای الزام ظهور سازهای الکترونیکی آینده هموارشد.
دستگاه الکترومکانیکی به نام تل‌هارمونیوم (همچنین مشهور به دایناموفون) توسط تادیوس کاهیل در خلال سال‌های ۱۸۹۸–۱۹۱۲ توسعه یافت. با این حال ناخوشایندی‌های ساده‌ای مانع از تصویب شدن آن گردید، مانند اندازه غول‌پیکر آن. این در حالی است که اولین ساز الکترونیکی معمولاً ترمین تصور می‌شود.
دستگاه ترمین توسط پروفسور لئون ترمین در سال‌های ۱۹۱۹–۱۹۲۰ اختراع شد.

## جشنواره‌ها
از مهم‌ترین فستیوال‌های بین‌المللی موسیقی الکترونیک می‌توان به جشنواره تومارولَند و جشنواره اولترا اشاره کرد که هرساله به ترتیب در کشورهای بلژیک و آمریکا برگزار می‌شوند و با دعوتی که از دی‌جیهای معروفی از سرتاسر جهان می‌کنند، طرفداران بسیاری را در ژانرهای مختلف سبک الکترونیک به صحنه می‌کشانند.